# Triatlo nos Jogos Insulares de 2023
As competições de triatlo nos Jogos Insulares de 2023 foram disputadas em Saint Peter Port e Saint Pierre du Bois, Guernsey, entre os dias 9 e 14 de julho. Foram realizados um total de cinco eventos, entre individual e equipes masculina e feminina e disputa em equipes mistas.

## Participantes
- Åland
- Anglesey
- Bermuda
- Gibraltar
- Gozo
- Groelândia
- Guernsey (Anfitrião)
- Ilha de Man
- Ilha de Wight
- Ilhas Cayman
- Ilhas Faroé
- Jersey
- Minorca
- Orkney
- Shetland

## Sedes
| Localidade           | Início da prova         | Fim da prova      |
| -------------------- | ----------------------- | ----------------- |
| Saint Pierre du Bois | Fort Grey (L’Eree side) | Fort Grey (south) |
| Saint Peter Port     | Havelet Beach           | South Esplanade   |

## Medalhistas
| Evento               | Ouro                                                                          | Ouro        | Prata                                                                                            | Prata       | Bronze | Bronze      |
| -------------------- | ----------------------------------------------------------------------------- | ----------- | ------------------------------------------------------------------------------------------------ | ----------- | --- | ----------- |
| Masculino individual | Joshua Lewis Guernsey                                                         | 01:52:42    | Oliver Turner Jersey                                                                             | 01:55:08    | Will Draper Ilha de Man                                                                                                 | 01:55:19    |
| Equipe masculina     | Thomas Atkinson David Holmes Jack Kennedy Richard Tanguy Oliver Turner Jersey | 06:02:05.00 | Thierry Le Cheminant Joshua Lewis David Mosley Chris Norman Ove Svejstrup James Travers Guernsey | 06:04:59.00 | John Barrett Will Draper Chris Hewson Kristan King Juan Kinley Corrin Leeming Matthew Looker Charlie Swales Ilha de Man | 06:07:02.00 |
| Feminino individual  | Megan Chapple Guernsey                                                        | 02:15:22.00 | Kimberley Garrett Jersey                                                                         | 02:19:42.00 | Amy Critchlow Guernsey                                                                                                  | 02:22:57    |
| Equipe feminina      | Megan Chapple Amy Critchlow Emily Squire Chloe Truffitt Guernsey              | 07:03:47    | Claire Forbes Kimberley Garrett Sam Lee Jersey                                                   | 07:29:08    | Wendy Hatrick Lynsey Henderson Emma Leask Louise Parr Shetland                                                          | 07:34:53    |
| Equipe mista         | Luke Holmes Siena Stephens Oliver Turner Jersey                               | 01:06:16    | Megan Chapple Thierry Le Cheminant Joshua Lewis Guernsey                                         | 01:09:05    | Will Draper Corrin Leeming Kiera Prentice Ilha de Man                                                                   | 01:09:39    |

## Quadro de medalhas
Atualizado em 9 de janeiro de 2024
| Pos                | Equipe             | Ouro | Prata | Bronze | Total |
| 1                  | Guernsey           | 3    | 2     | 1      | 6     |
| 2                  | Jersey             | 2    | 3     | 0      | 5     |
| 3                  | Ilha de Man        | 0    | 0     | 3      | 3     |
| 4                  | Shetland           | 0    | 0     | 1      | 1     |
| Totais (4 Equipes) | Totais (4 Equipes) | 5    | 5     | 5      | 15    |